# Theodor Karel z Thun-Hohensteinu
Theodor Karel Jan Nepomuk hrabě z Thun-Hohensteinu (30. července 1815 Choltice – 9. prosince 1881 Ouchy) byl rakouský a český šlechtic z rodu Thun-Hohenstein a politik, v 2. polovině 19. století poslanec Říšské rady.

## Biografie
Jeho otcem byl Jan Nepomuk Josef Felix z Thun-Hohensteinu (1786–1861). Theodor sloužil v rakouské armádě, kde dosáhl hodnosti majora. Po smrti otce převzal správu zděděného majetku. Založil cukrovar v Cholticích, podnik však zkrachoval a Theodor se potýkal se značnými dluhy.
V zemských volbách v roce 1861 byl zvolen na Český zemský sněm za kurii velkostatkářskou, svěřenecké velkostatky. Mandát obhájil v zemských volbách v lednu 1867. Do sněmu se vrátil v zemských volbách roku 1870. Zastupoval Stranu konzervativního velkostatku, která podporovala český národní a federalistický program.
Zemský sněm ho roku 1871 zvolil i do Říšské rady (celostátní parlament, volený nepřímo zemskými sněmy). Na práci parlamentu se ovšem nepodílel a jeho mandát byl 23. února 1872 prohlášen pro absenci za zaniklý.
Oženil se roku 1850 v Chocni s Marií Karolínou Kinskou z Vchynic a Tetova (1832–1904) se kterou měl sedm dětí.
- Marie Vilemína (9. 8. 1851 Choltice – 16. 3. 1929 Harff), manž. 1870 Ernst von Gudenau-Mirbach (17. 3. 1845 Harff – 31. 5. 1901 Düsseldorf)[10]
- Marie Nikolasina (18. 10. 1852 Choltice – 23. 6. 1938 Telč), manž. 1888 Leopold III. Podstatský-Lichtenštejn (25. 6. 1840 Telč – 17. 2. 1902 Opatija)[10]
- Marie (19. 7. 1854 Heřmanův Městec – 18. 1. 1916 Praha), svobodná a bezdětná[10]
- Marie Rudolfina (28. 3. 1856 Vídeň – 19. 12. 1871 Choltice)[10]
- Jan Nepomuk Rudolf (8. 7. 1857 Choltice – 5. 6. 1921 Brixen), manž. 1885 Marie Karolína ze Šternberka (4. 1. 1867 Pohořelice – 29. 2. 1892 Choltice)[10]
- Marie Anna (8. 10. 1859 Choltice – 10. 4. 1926 Loučovice), manž. 1888 Artur Clanner von Engelshofen (8. 10. 1846 Trutnov – 8. 5. 1906 Hostačov)[10]
- Vincenc Osvald (11. 3. 1861 Praha – 12. 8. 1902 Choltice), svobodný a bezdětný[10]

Hrabě Theodor Karel Jan Nepomuk Thun-Hohenstein Zemřel v prosinci 1881. Pohřben pak byl do rodinné hrobky v Cholticích.